# 簪
簪，又稱簪子、髮簪、冠簪，是用以固定頭髮或頂戴的髮飾，同時有裝飾作用，一般為單股（單臂），雙股（雙臂）的稱為釵或髮釵，形似叉。

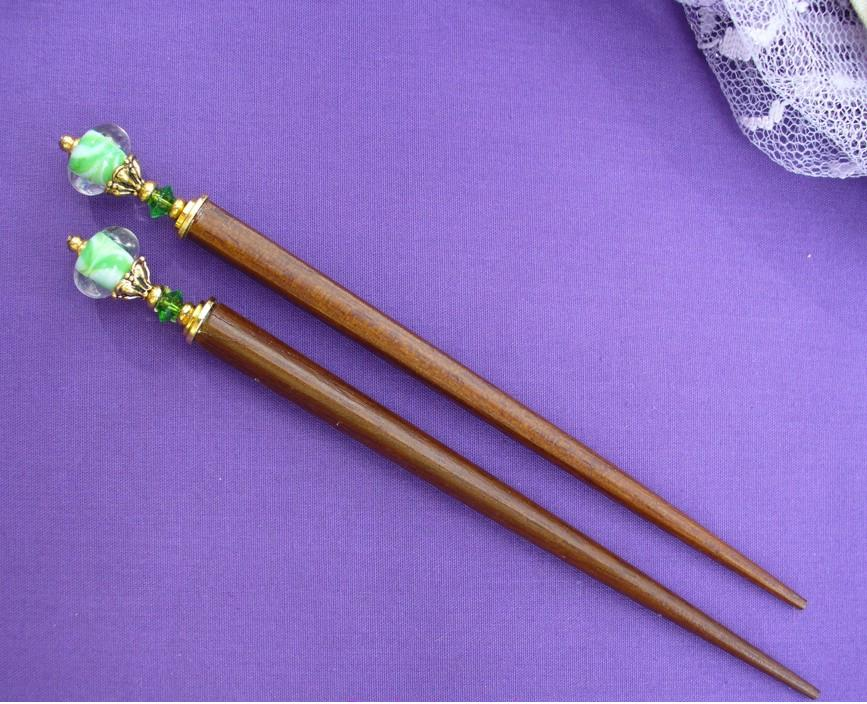
現代款式的簪

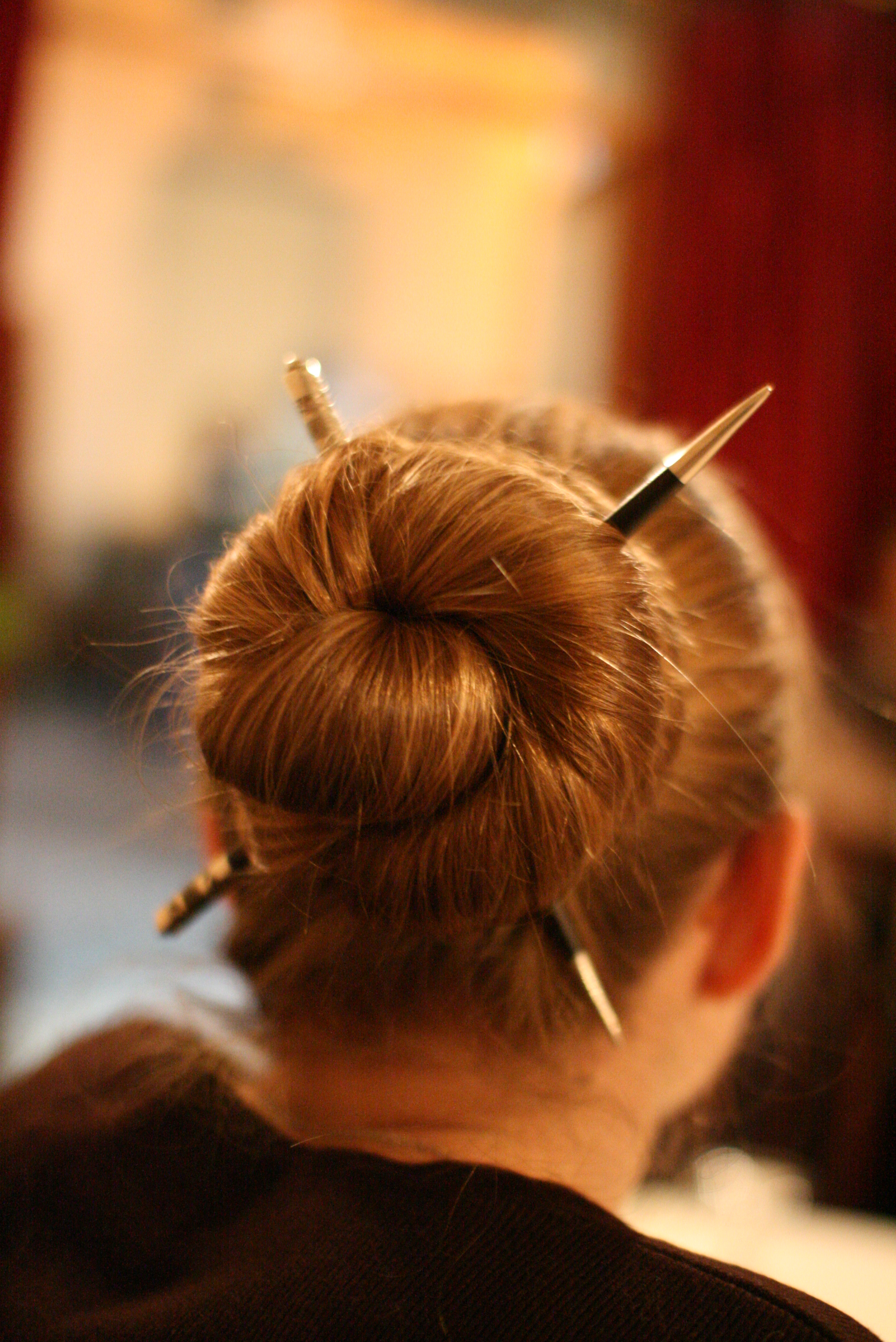
插簪的現代髮型

中國古時男女也用簪來固定髮冠，亦有把筆插在頭上，方便隨時記事，稱為簪筆（簪筆原指一種將毛裝在簪頭的冠飾）。由於戴官帽時會用簪來固定，故簪常借用來指官宦身份，如簪紱、簪纓和簪笏，用來比喻榮顯富貴。（纓紱是絲帽帶，笏乃手版）。日本女性的傳統髮型也常用簪作裝飾。朝鮮婦女穿著韓服時，會用簪插在髮髻，如戴上假髻，亦會以簪作裝飾。
釵指婦女用的髮飾。金釵指金製的髮釵，喻高貴的婦女。荊釵指以荊枝為髮釵，喻婦女樸素的服飾（土釵為扒刈和扠草用的鐵叉，不是髮飾）。由於釵有兩股，分釵便被借用來指夫妻分離，如「破鏡分釵」、「分釵斷帶」。
古代的簪和釵除了金屬和荊枝外，還有竹、木、玉石、玳瑁、陶瓷、骨、牙、金、銀、銅等各種材質製造。髮夾出現後，簪和釵就漸漸少人使用。直至近年又再流行，除了傳統的材質外，還有全枝用塑膠製造的簪釵或以塑膠為裝飾的簪釵，另外鑲上水晶或其他半寶石的簪釵亦很流行。

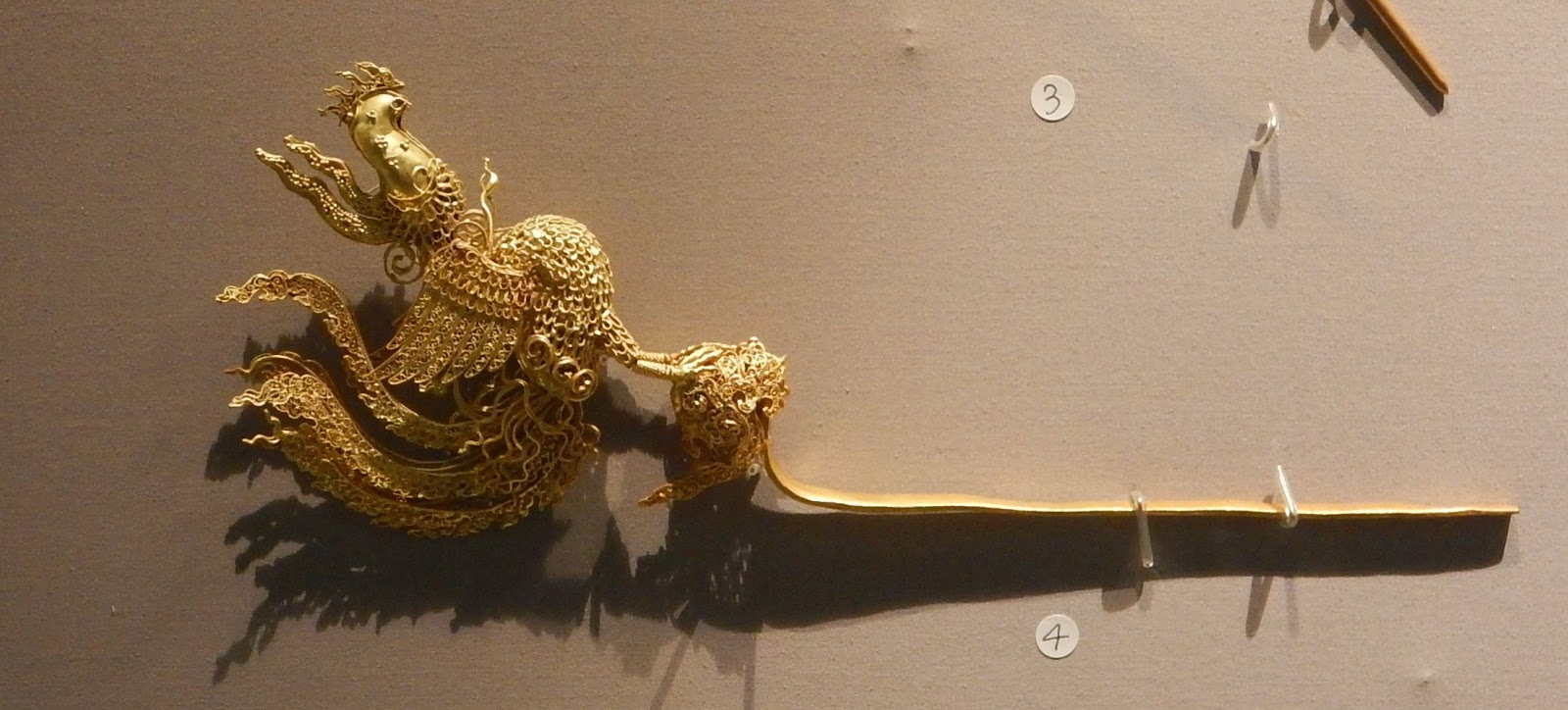
明朝梁莊王墓出土的金鳳釵
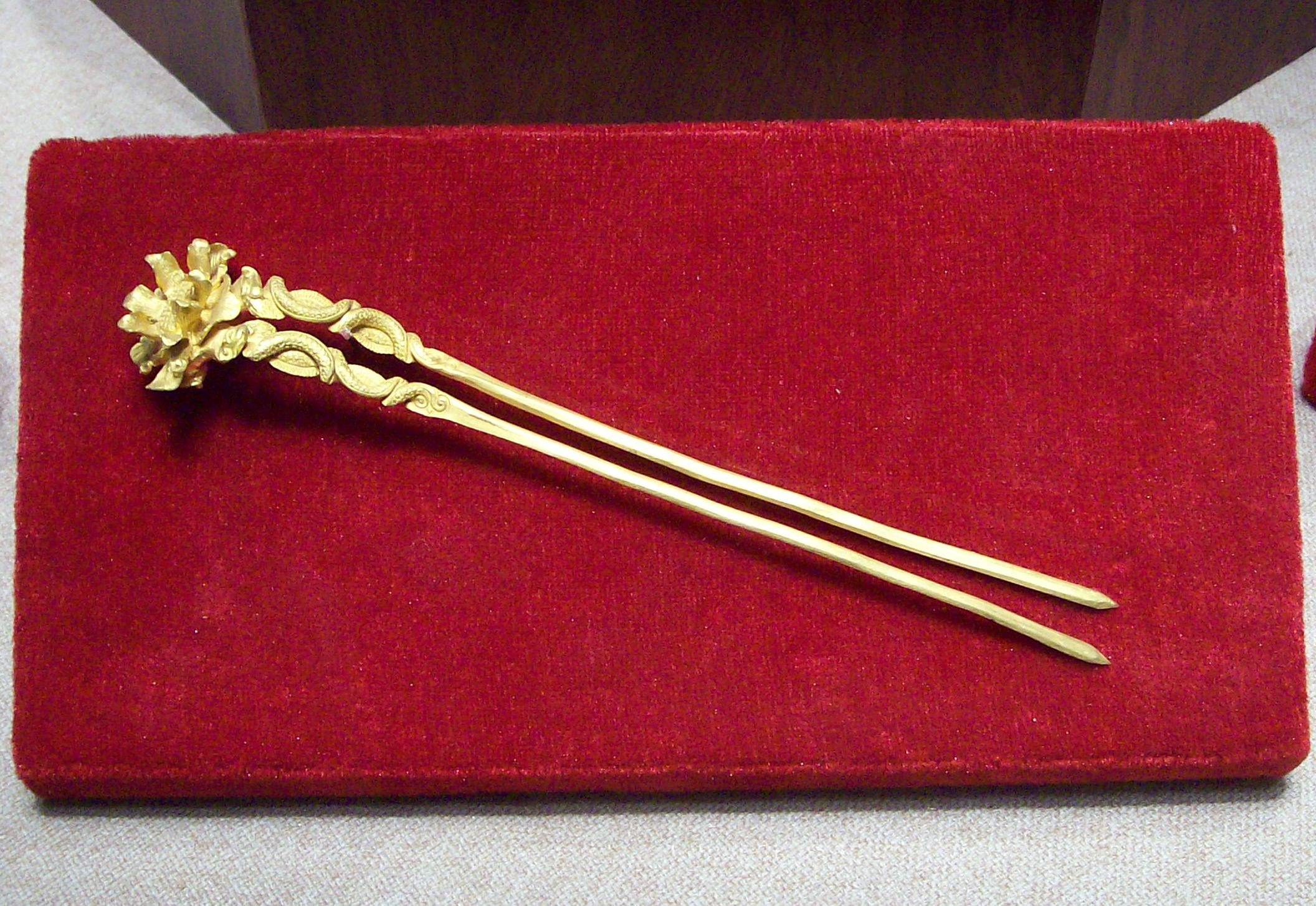
中国古代的金钗
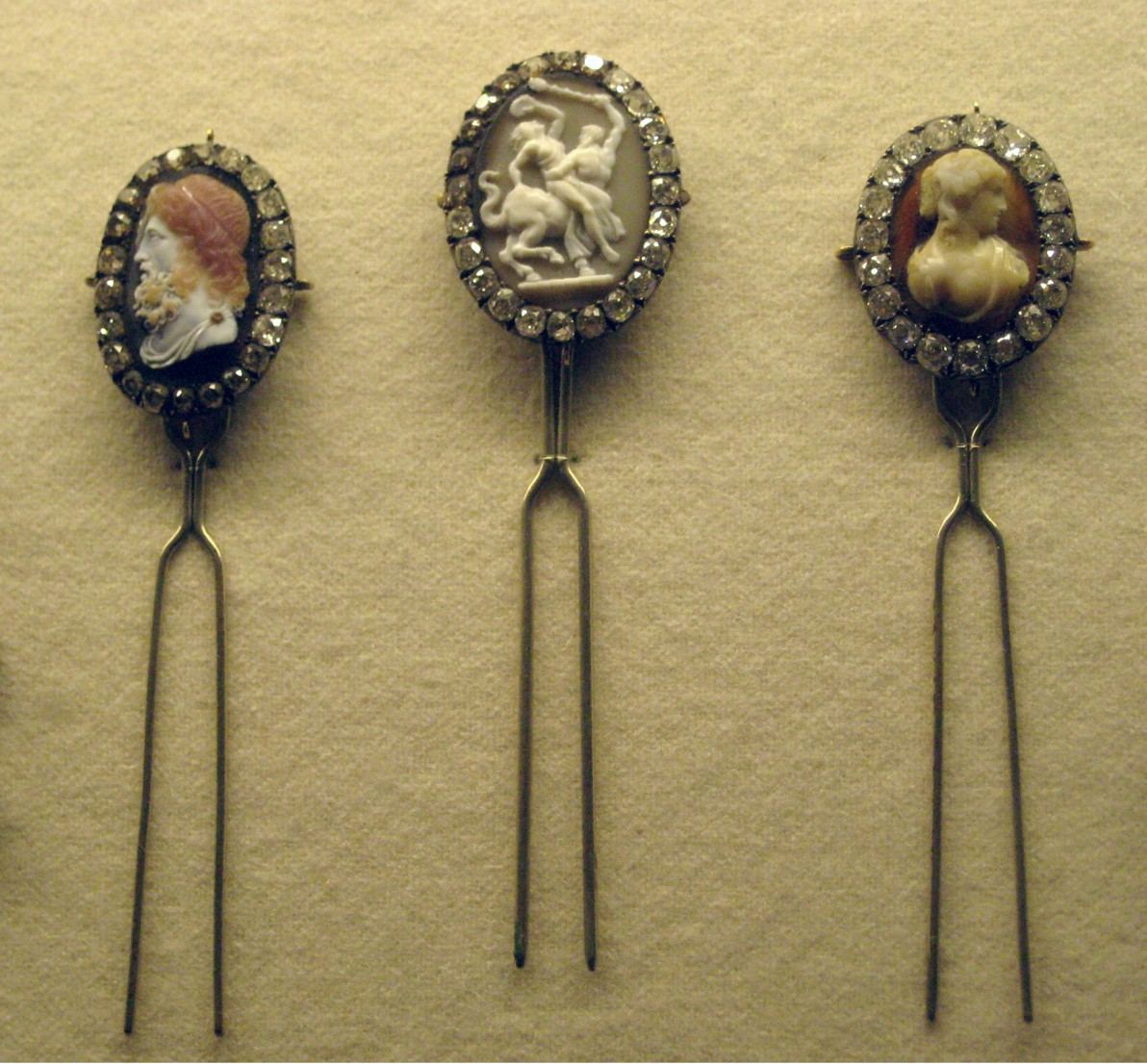
莫斯科的寶石浮雕釵
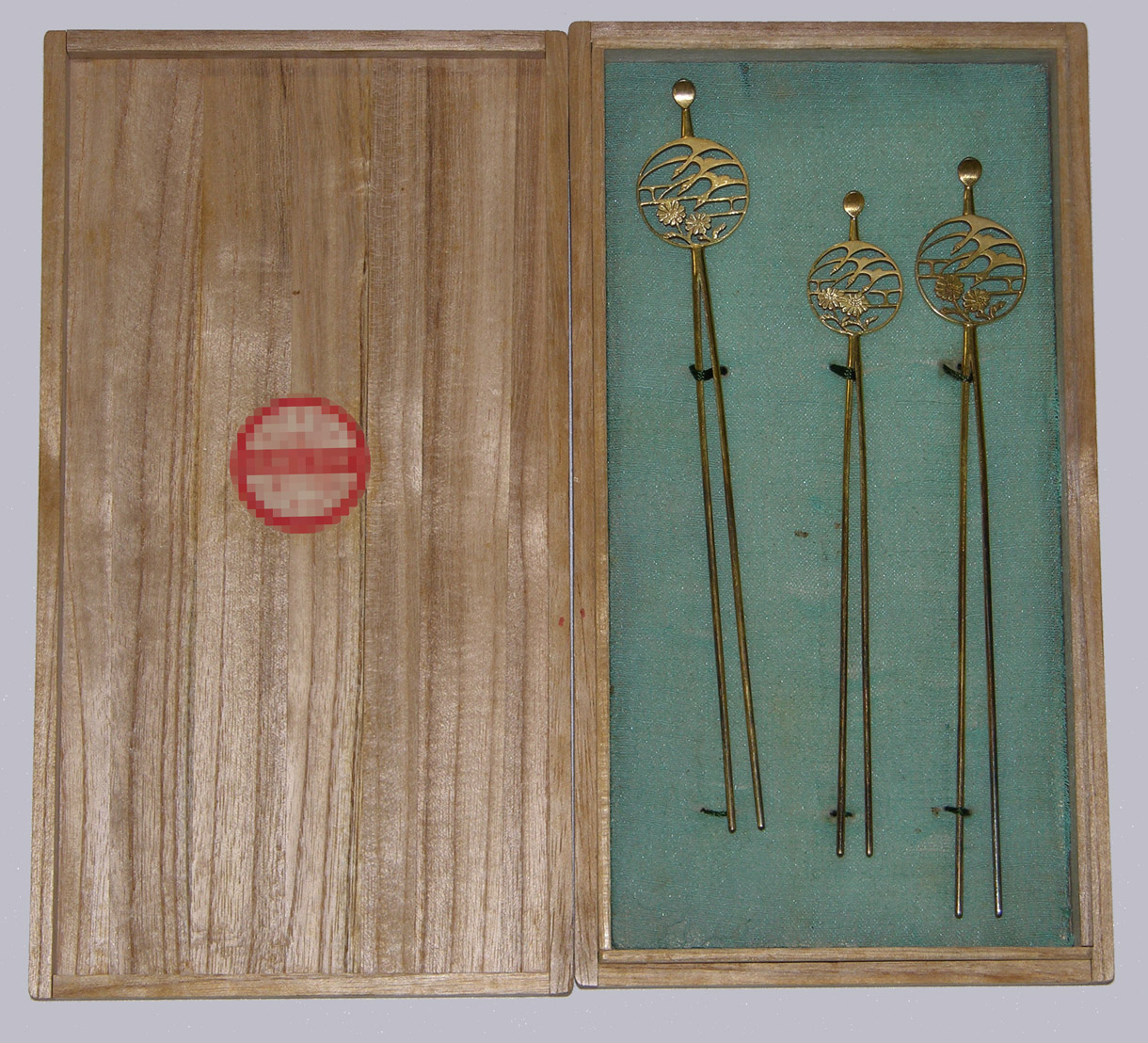
日本古代的金釵
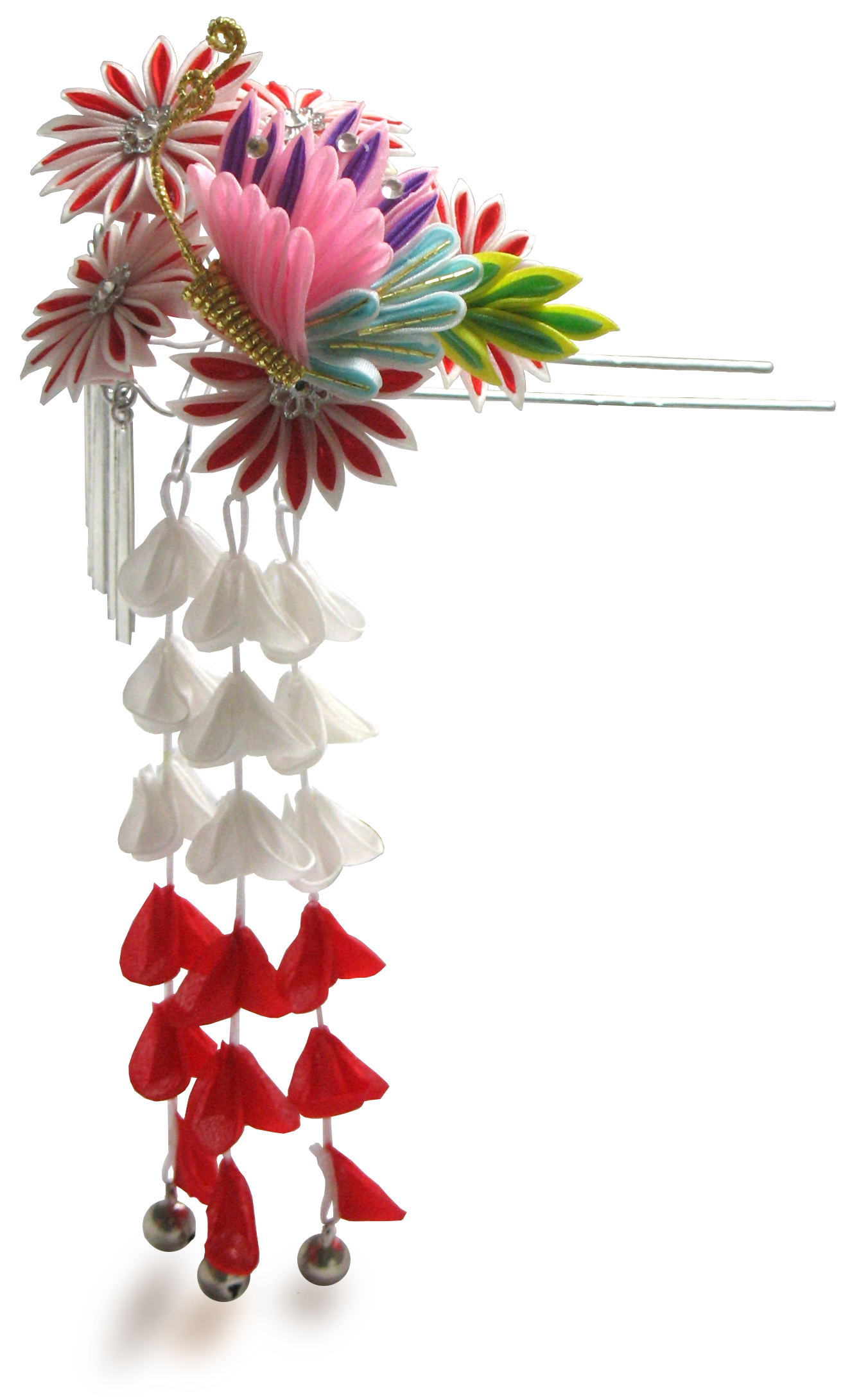
配襯日本和服的釵